# 韋昭 (永樂進士)
韋昭（14世紀—15世紀），字通顯，廣西慶遠府宜山縣人，明朝政治人物。

## 生平
韋昭是永樂九年（1411年）辛卯科舉人，十九年（1421年）成進士，獲授庶吉士，官至大理寺寺副，之後致仕歸隱南山，自給自足，戴著荷簑接待官員，閒談絕口不提世事。

## 引用
1. 1 2  道光《慶遠府志·卷十六·人物志》：韋昭，字通顯，宜山人，《通志》云永樂辛丑進士，由翰林歷官大理寺副致仕，歸隱南山躬耕自給，有司或造們請謁，則荷簑戴笠自田間跣足而至，易衣冠乃揖客，閒設雞黍清談，竟日絕口不及世事，人益以此重之。
2. ↑  道光《慶遠府志·卷十五·選舉志》：永樂九年辛卯科（舉人）……韋昭 宜山人，見進士
3. ↑  《明太宗文皇帝實錄·卷二百三十七》：（永樂十九年五月壬戌）：命第一甲進士曾鶴齡為翰林院脩撰，劉矩、裴綸俱為編脩，第二甲、第三甲原習譯書衛恕、陳融、溫良、姚本、張恕、萬碩、黃澍、楊鼎、王連、李學、吳得全、朱子福、王振、蔣謙、韋昭等為庶吉士，隸翰林院，餘進士令還鄉進學以待用。